# Revelganj
Revelganj é uma cidade e um município no distrito de Saran, no estado indiano de Bihar.

## Geografia
Revelganj está localizada a 25° 47′ N, 84° 40′ L. Tem uma altitude média de 52 metros (170 pés).

## Demografia
Segundo o censo de 2001, Revelganj tinha uma população de 34.044 habitantes. Os indivíduos do sexo masculino constituem 52% da população e os do sexo feminino 48%. Revelganj tem uma taxa de literacia de 45%, inferior à média nacional de 59,5%: a literacia no sexo masculino é de 56% e no sexo feminino é de 32%. Em Revelganj, 17% da população está abaixo dos 6 anos de idade. [carece de fontes?]